# 高橋一生 (社会学者)
高橋 一生（たかはし かずお）は、日本の社会科学者である。国際基督教大学で学士号と修士号を、コロンビア大学でPh.Dを取得する。

## 経歴
現在、国際連合大学客員教授、国際開発研究者協会会長、日本家庭教育協会副会長、国際開発センター理事、日本共生科学会理事、水資源世界委員会（東京クラブ）共同議長、日本国際フォーラム政策委員を務める。
現在の研究テーマは、「地球公共財」「平和構築論」「水資源論」および「ソーシャルトラスト」。